# 1862 في فرنسا
فيما يلي قوائم الأحداث التي وقعت خلال عام 1862 في فرنسا.

## ظهور
- 1 يناير – سلامبو كتاب من تأليف غوستاف فلوبير.

## مواليد

### يناير
- 1 يناير – بول أوغست دانغي عالم نبات فرنسي.
- 9 يناير – نيكولاس موريس أرثوس عالم فرنسي في علم الأعضاء والمناعة.

### فبراير
- 2 فبراير – إميل كوست مسايف فرنسي.
- 4 فبراير – إدوارد استونييه مهندس فرنسي.

### مارس
- 28 مارس – أريستيد بريان سياسي فرنسي.

### أبريل
- 20 أبريل – لويس فابري عالم فلك فرنسي.

### أغسطس
- 22 أغسطس – كلود ديبوسي ملحن فرنسي.

### سبتمبر
- 26 سبتمبر – فكتور دلبوس

### ديسمبر
- 7 ديسمبر – بول آدم
- 15 ديسمبر – جودفروا

## وفيات

### فبراير
- 3 فبراير – جان بابتيست بيو (مواليد 1774)

### يوليو
- 4 يوليو – جاك دانيال (مواليد 1794)

### سبتمبر
- 23 سبتمبر – آدم فرانسوا جومار (مواليد 1777)